# PTV 400
El PTV 400 fou un prototipus de microcotxe desenvolupat per PTV, marca de l'empresa AUSA de Manresa (Bages). Estava dotat d'un potent motor bicilíndric de dos temps amb compressor i enginyoses solucions tècniques, però no es va arribar a produir, ja que el seu desenvolupament tardà (de 1960 a 1961) va coincidir amb l'apogeu del Seat 600.

## Característiques tècniques
- Motor: bicilíndric de dos temps en posició: posterior transversal. Diàmetre x carrera: 66 x 58 mm. Cilindrada: 396,83 cc. Compressió 6,5:1. Alimentació: Carburador Tachó monocòs de 22 mm i compressor rotatiu de dos lòbuls. Potència: 19 cv a 4.500 rpm. Encès per Bobina i ruptor. Acumulador de 12 V i 130 A per dinamotor.
- Transmissió: tracció: posterior. Canvi: 4 velocitats i marxa enrere. Embragatge per discos múltiples en bany d'oli.
- Bastidor: suspensió davantera: independent, amb amortidors hidràulics i suspensió posterior amb barra de tipus Panhard, amb amortidors hidràulics. Frens: Tambors a les quatre rodes per circuit hidràulic. Direcció: Cargol i rosca amb atac central. Rodes: Llantes de xapa de 12" i pneumàtics de 5.20 x 12.
- Carrosseria: monocasc de xapa sobre bastidor tubular d'acer, 2 places amb dipòsit de combustible de 18 litres. Batalla: 1.940 mm. Via davantera: 1.090 mm. Via posterior: 1.115 mm. Dimensions (llarg x ample x alt): 3.260 x 1.380 x 1.170 mm. Pes: 470 kg.
- Prestacions i consums: Velocitat màxima: 110 km/h i consum mig: 5 l/100 km.